# 앵귈라의 지리
앵귈라는 서쪽의 카리브해와 동쪽의 열린 대서양 사이에 있는 리워드 제도의 섬이다. 푸에르토 리코의 남쪽과 동쪽, 윈드워드 제도의 북쪽에 있는 길고, 평평하며, 건조하고 습한 산호 섬이다. 아네가다 통로에 의해 영국령 버진 아일랜드와 분리되어 있다. 이 섬은 전체적으로 해변, 사구, 낮은 석회암으로 이루어진 지형으로 이렇다 할 고지가 없다.

## 언덕들
앵귈라의 가장 높은 고지인 크로커스 언덕은 73m(240 피트)이다. 크로커스 언덕은 북쪽 해안을 따라 늘어선 절벽 중 하나이다.

## 해안선
반스(Barnes), 리틀 베이(Little), 랑데부 베이(Rendezvous), 숄 베이(Shoal) 및 로드 베이(Road)를 포함한 수많은 해안은 많은 휴가객들을 이 열대 섬으로 유혹한다. 해안과 아름답고 깨끗한 해변은 앵귈라의 관광 기반 경제에 필수적이다. 앵귈라의 따뜻한 기후 때문에 해변은 일년 내내 사용할 수 있다.

## 통계
위치 : 카리브해, 푸에르토 리코 동쪽 카리브해 섬
지리적 좌표 : 18 ° 15 ′ N, 63 ° 10 ′ W
지도 참조 : 중앙 아메리카 및 카리브해
지역:
- 합계 : 91 제곱킬로미터 (35 mi2)
- 토지 : 91 제곱킬로미터 (35 mi2)
- 물 : 0 제곱킬로미터 (0 mi2)

면적 – 비교 : 워싱턴 DC의 절반 크기
해안선 : 61 km
해상청구권 :
- 배타적 경제 수역 : 200 해리 (370.4 km; 230.2 mi)
- 영해 : 3 해리 (5.6 km; 3.5 mi)

기후 : 북동 무역풍에 의해 조절되는 열대 기후
지형 : 평평하고 저지대인 산호와 석회암 섬
고지대와 저지대 :
- 가장 낮은 지점 : 카리브해 0 m
- 가장 높은 곳 : 크로커스 언덕 73m

천연 자원 : 소금, 생선, 랍스터
토지 사용 :
- 경작지 : 0 %
- 영구 작물 : 0 %
- 영구 목초지 : 0 %
- 숲과 삼림 : 61.1 %
- 기타 : 38.9 % (대부분 상업용 소금 연못이 있는 암석)

자연 재해 : 잦은 허리케인 및 기타 열대성 폭풍 (7월 ~ 10월)
환경 – 현재 문제 : 열악한 분배 시스템으로 인해 증가하는 식수 공급에 대한 수요를 충족 할 수 없는 상태이다.

## 섬과 암초들

앵귈라 섬과 암초

앵귈라의 영토는 앵귈라 섬 자체(가장 큰 섬)와 수많은 다른 섬들과 암초로 구성되며 대부분은 매우 작고 무인도이다. 다음은 섬들의 목록이다.
- 앵귈리타
- 블로잉 락
- 코브 케이
- 크로커스 케이
- 데드맨 케이
- 도그 아일랜드
- 이스트 케이
- 리틀 아일랜드
- 리틀 스크럽 아일랜드
- 미드 케이
- 노스 케이
- 선인장 케이
- 토끼 섬
- 샌디 아일랜드, 샌드 아일랜드라고도 함
- 실리 케이
- 스크럽 아일랜드
- 씰 아일랜드
- 솜브레로, 모자 섬으로도 알려져 있음
- 사우스 케이
- 사우스 웨이거 아일랜드
- 웨스트 케이

## 지구
앵귈라는 14개의 지구로 나뉜다.
| 지구            | 인구 (2011) |
| --------------- | ----------- |
| 블로잉 포인트   | 870         |
| 이스트 엔드     | 671         |
| 조지 힐         | 879         |
| 아일랜드 하버   | 988         |
| 노스 힐         | 464         |
| 노스 사이드     | 1980        |
| 샌디 그라운드   | 230         |
| 샌디 힐         | 636         |
| 사우스 힐       | 1722        |
| 스톤리 그라운드 | 1549        |
| 더 패링턴       | 624         |
| 더 쿼터         | 959         |
| 더 밸리         | 1067        |
| 웨스트 엔드     | 813         |

## 기후
앵귈라는 쾨펜의 기후 구분에 사바나 기후로 분류된다. 앵귈라는 북동 무역풍에 의해 다소 건조한 기후를 가지고 있다. 기온은 일년 내내 거의 변하지 않는다. 일 최고 온도는 대략 27 °C (80.6 °F)이나 12월에는 30 °C (86 °F)까지 올라간다. 강우량은 불규칙하며 연평균 약 900 밀리미터 (35.4 in)가 내린다. 매년 가장 습한 달은 9월과 10월, 가장 건조한 달은 2월과 3월이다. 앵귈라는 6월부터 11월까지, 성수기인 8월부터 10월 중순까지 허리케인에 취약하다. 이 섬은 1995년 허리케인 루이스에 의해 피해를 입은 바 있다.
| The Valley - capital of Anguilla의 기후 | The Valley - capital of Anguilla의 기후 | The Valley - capital of Anguilla의 기후 | The Valley - capital of Anguilla의 기후 | The Valley - capital of Anguilla의 기후 | The Valley - capital of Anguilla의 기후 | The Valley - capital of Anguilla의 기후 | The Valley - capital of Anguilla의 기후 | The Valley - capital of Anguilla의 기후 | The Valley - capital of Anguilla의 기후 | The Valley - capital of Anguilla의 기후 | The Valley - capital of Anguilla의 기후 | The Valley - capital of Anguilla의 기후 | The Valley - capital of Anguilla의 기후 |
| 월                                      | 1월                                     | 2월                                     | 3월                                     | 4월                                     | 5월                                     | 6월                                     | 7월                                     | 8월                                     | 9월                                     | 10월                                    | 11월                                    | 12월                                    | 연간                                    |
| --------------------------------------- | --------------------------------------- | --------------------------------------- | --------------------------------------- | --------------------------------------- | --------------------------------------- | --------------------------------------- | --------------------------------------- | --------------------------------------- | --------------------------------------- | --------------------------------------- | --------------------------------------- | --------------------------------------- | --------------------------------------- |
| 일평균 최고 기온 °C (°F)                | 28 (82)                                 | 28 (82)                                 | 28 (82)                                 | 28 (82)                                 | 30 (86)                                 | 31 (88)                                 | 31 (88)                                 | 31 (88)                                 | 31 (88)                                 | 30 (86)                                 | 29 (84)                                 | 28 (82)                                 | 30 (86)                                 |
| 일일 평균 기온 °C (°F)                  | 26 (79)                                 | 26 (79)                                 | 26 (79)                                 | 27 (81)                                 | 27 (81)                                 | 28 (82)                                 | 29 (84)                                 | 29 (84)                                 | 29 (84)                                 | 28 (82)                                 | 27 (81)                                 | 26 (79)                                 | 27 (81)                                 |
| 일평균 최저 기온 °C (°F)                | 23 (73)                                 | 23 (73)                                 | 23 (73)                                 | 25 (77)                                 | 25 (77)                                 | 26 (79)                                 | 26 (79)                                 | 26 (79)                                 | 26 (79)                                 | 26 (79)                                 | 25 (77)                                 | 24 (75)                                 | 23 (73)                                 |
| 평균 강수량 cm (인치)                   | 7 (2.8)                                 | 4 (1.6)                                 | 4 (1.6)                                 | 7 (2.8)                                 | 9 (3.5)                                 | 7 (2.8)                                 | 8 (3.1)                                 | 11 (4.3)                                | 11 (4.3)                                | 9 (3.5)                                 | 11 (4.3)                                | 9 (3.5)                                 | 102 (40)                                |
| 출처: Weatherbase                       |                                         |                                         |                                         |                                         |                                         |                                         |                                         |                                         |                                         |                                         |                                         |                                         |                                         |

## 초목
앵귈라의 산호와 석회암 지형은 숲, 삼림, 목초지, 농작물, 경작지 등의 생존 가능성을 제공하지 않는다. 지형에 의한 건조한 기후와 얇은 토양은 상업적 농업 발전을 방해한다.

## 같이 보기
- 위키미디어 아틀라스 - Anguilla

## 참고 문헌
이 문서는 다음을 포함합니다: 퍼블릭 도메인 자료 - CIA 월드 팩트북 웹사이트 https://www.cia.gov/library/publications/the-world-factbook/index.html.